# Hoàng Anh Gia Lai
Pour les articles homonymes, voir Hoang.
Maillots
Actualités
LPBank Hoàng Anh Gia Lai est un club vietnamien de football basé à Pleiku. Le Vietnamien Vu Tien Thanh en est l'entraineur depuis janvier 2024.
Il étaitt le partenaire du club londonien d'Arsenal. Dans le cadre du partenariat, en 2007, ils ont créé ensemble la première académie de football au Viêt Nam, la HAGL Arsenal JMG Academy.

## Histoire
Le prédécesseur du club est l'équipe de football Gia Lai - Kon Tum, fondée en 1976. Bien qu'étant une équipe amateur, elle a remporté une fois le championnat A2 (équivalent au championnat A2) comprenant les régions du Centre-Sud et des Hauts plateaux du Centre. En 1991, la province de Gia Lai - Kon Tum a été séparée en Gia Lai et Kon Tum; Certains joueurs de l'équipe de Gia Lai - Kon Tum sont revenus pour former le noyau de la nouvelle équipe sous le nom de équipe de football de Gia Lai,.
Le club est racheté en 2001 par une entreprise appelé Hoang Anh Gia Lai qui rebaptise le club avec le même nom. Gia Lai est alors en 2nde division. Le nouveau projet sportif, extrêmement ambitieux, a permis de ramener entre autres Kiatisuk Senamueang, alors capitaine de l'équipe nationale thaïlandaise, avec un transfert choc au Vietnam.
Le club est à nouveau rebaptisé en LPBank Hoang Anh Gia Lai durant la saison 2023-2024 en référence à un de ses sponsors.

## Palmarès
- Championnat du Việt Nam
  - Champion : 2003, 2004

- Coupe du Viêt Nam :
  - Finaliste : 2010

## Ancien(s) joueur(s)
- "Zico" Senamuang